# Saint-Denis-d'Authou
Saint-Denis-d'Authou és un municipi francès, situat al departament de l'Eure i Loir i a la regió de Centre – Vall del Loira. L'any 2007 tenia 498 habitants.

## Demografia

### Població
El 2007 la població de fet de Saint-Denis-d'Authou era de 498 persones. Hi havia 196 famílies, de les quals 48 eren unipersonals (20 homes vivint sols i 28 dones vivint soles), 80 parelles sense fills, 64 parelles amb fills i 4 famílies monoparentals amb fills.
La població ha evolucionat segons el següent gràfic:
Habitants censats

### Habitatges
El 2007 hi havia 294 habitatges, 200 eren l'habitatge principal de la família, 82 eren segones residències i 12 estaven desocupats. 293 eren cases i 1 era un apartament. Dels 200 habitatges principals, 186 estaven ocupats pels seus propietaris, 11 estaven llogats i ocupats pels llogaters i 3 estaven cedits a títol gratuït; 2 tenien una cambra, 20 en tenien dues, 43 en tenien tres, 48 en tenien quatre i 87 en tenien cinc o més. 143 habitatges disposaven pel capbaix d'una plaça de pàrquing. A 89 habitatges hi havia un automòbil i a 97 n'hi havia dos o més.

### Piràmide de població
La piràmide de població per edats i sexe el 2009 era:
| Homes | Edats   | Dones |
| ----- | ------- | ----- |
| 0     | 95 o +  | 0     |
| 0     | 90 a 94 | 0     |
| 4     | 85 a 89 | 4     |
| 0     | 80 a 84 | 8     |
| 24    | 75 a 79 | 8     |
| 16    | 70 a 74 | 20    |
| 20    | 65 a 69 | 16    |
| 0     | 60 a 64 | 8     |
| 16    | 55 a 59 | 16    |
| 8     | 50 a 54 | 4     |
| 20    | 45 a 49 | 20    |
| 20    | 40 a 44 | 20    |
| 4     | 35 a 39 | 16    |
| 16    | 30 a 34 | 8     |
| 16    | 25 a 29 | 12    |
| 16    | 20 a 24 | 4     |
| 8     | 15 a 19 | 32    |
| 4     | 10 a 14 | 8     |
| 12    | 5 a 9   | 8     |
| 8     | 0 a 4   | 8     |

## Economia
El 2007 la població en edat de treballar era de 294 persones, 213 eren actives i 81 eren inactives. De les 213 persones actives 203 estaven ocupades (113 homes i 90 dones) i 10 estaven aturades (8 homes i 2 dones). De les 81 persones inactives 26 estaven jubilades, 23 estaven estudiant i 32 estaven classificades com a «altres inactius».

### Ingressos
El 2009 a Saint-Denis-d'Authou hi havia 210 unitats fiscals que integraven 514 persones, la mediana anual d'ingressos fiscals per persona era de 17.291 €.

### Activitats econòmiques
Dels 20 establiments que hi havia el 2007, 1 era d'una empresa de fabricació d'altres productes industrials, 5 d'empreses de construcció, 3 d'empreses de comerç i reparació d'automòbils, 2 d'empreses de transport, 1 d'una empresa financera, 5 d'empreses de serveis i 3 d'entitats de l'administració pública.
Dels 5 establiments de servei als particulars que hi havia el 2009, 1 era un taller de reparació d'automòbils i de material agrícola, 3 paletes i 1 lampisteria.
L'any 2000 a Saint-Denis-d'Authou hi havia 25 explotacions agrícoles que ocupaven un total de 1.241 hectàrees.

## Equipaments sanitaris i escolars
El 2009 hi havia una escola elemental integrada dins d'un grup escolar amb les comunes properes formant una escola dispersa.

## Poblacions properes
El següent diagrama mostra les poblacions més properes.